# Супутник (Херсон)
Міні-футбольний клуб «Супутник» або просто «Супутник»  — український футзальний клуб з міста Херсон. У 1992 році виступав у Чемпіонаті України.

## Хронологія назв
- 1992: «Супутник» (Херсон)
- 1993: Клуб розформовано

## Історія
Футзальний клуб «Супутник» засновано 1992 році в Херсоні. У 1992 році команда дебютувала в неофіційному чемпіонаті України, в якому посіла передостаннє 12-е місце. У сезоні 1992/93 років стартував у першому розіграші Кубку України з футзалу, починаючи з першого кваліфікаційного раунду зонального етапу. Під час міні-турніру в Херсоні «Супутник» грав проти земляків з «Омети», а також київського «Зварника» та харківської «Ліанди». Згодом через фінансові труднощі команду розформували.

## Досягнення
- Чемпіонат України
  - 12-е місце (1): 1992 (неофіційний)

## Домашня арена
Домашні матчі проводив в Спортивному манежі Херсона, який вміщує 1500 глядачів.